# هجرة الأدمغة

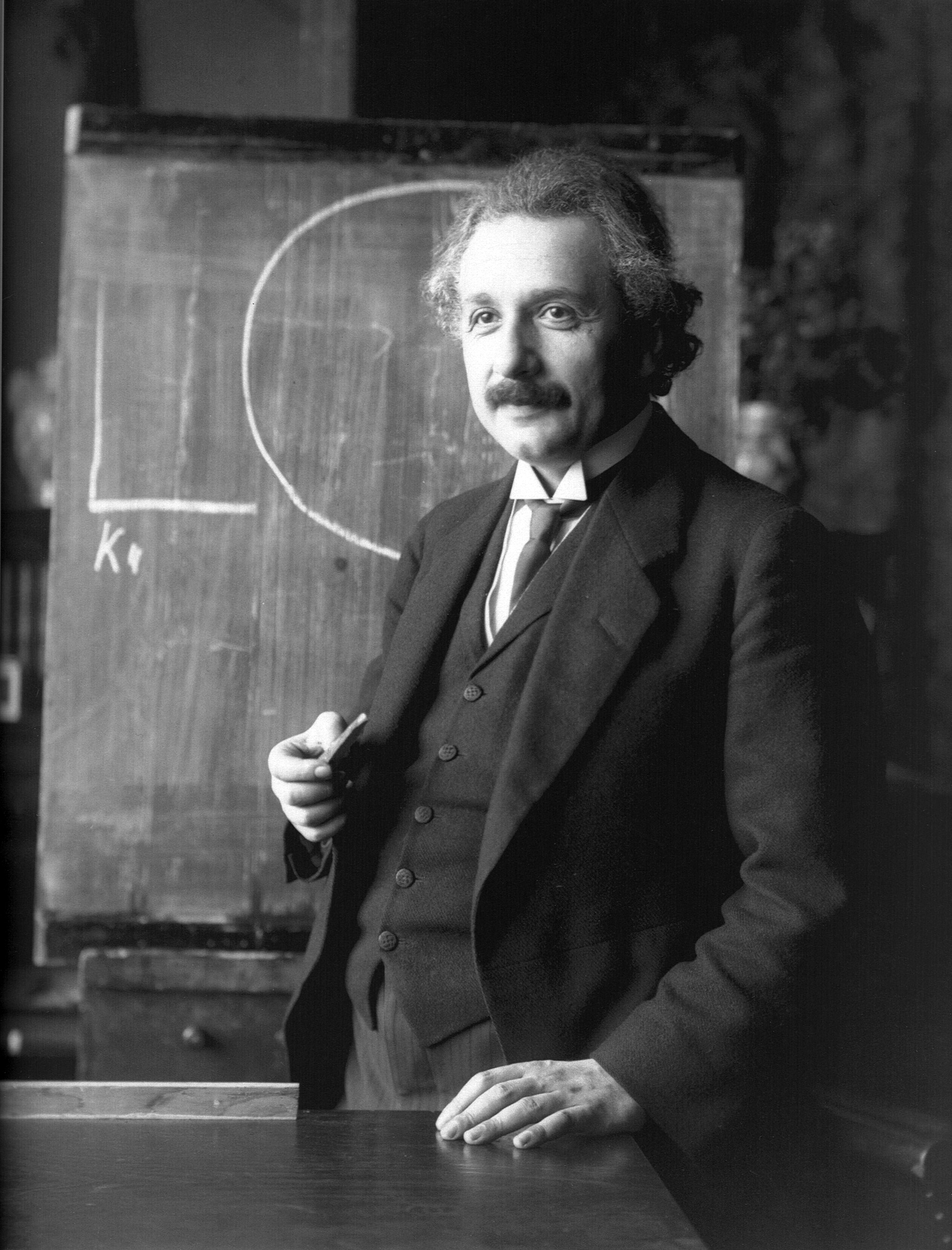
هاجر ألبرت أينشتاين إلى الولايات المتحدة هربا من ألمانيا النازية.

هجرة الأدمغة أو هجرة العقول هي هجرة أو نزوح الأفراد الذين تلقوا تدريبًا متقدمًا في بلدانهم الأصلية. يُشار أحيانًا إلى الفوائد الصافية لهجرة الأدمغة بالنسبة للبلد المستقبل على أنها «اكتساب الأدمغة»، بينما يُشار أحيانًا إلى النتائج الصافية التي يتحملها البلد المرسل باسم «هجرة الأدمغة». يمكن أن تؤدي هجرة المهنيين المدربين في الخارج، وخصوصًا في المهن التي لديها فائض من الخريجين، إلى تفاقم البطالة المتنكرة بين الخريجين المحليين، بينما تؤدي هجرة الأفراد من منطقة بها فائض من الأشخاص المدربين إلى فرص أفضل لأولئك المتبقين؛ ولكن يمكن للهجرة أن تسبب مشاكل للوطن الأم إذا كان هناك نقص في عدد الأشخاص المدربين.
أظهرت الأبحاث وجود فوائد اقتصادية كبيرة لهجرة الأدمغة للمهاجرين أنفسهم وللبلد المستقبل. تُعد عواقب هذه الظاهرة بالنسبة للبلد الأصلي أقل وضوحًا، إذ تشير الأبحاث إلى أنها يمكن أن تكون إيجابية، أو سلبية أو مختلطة. تشير الأبحاث أيضًا إلى أن الهجرة والتحويلات المالية والهجرة العكسية يمكن أن يكون لها تأثير إيجابي على إرساء الديمقراطية (الدمقرطة) وعلى جودة المؤسسات السياسية في بلد المنشأ.

## الأصول والاستخدامات
مصطلح «هجرة الأدمغة» هو مصطلح صاغته الجمعية الملكية لوصف هجرة «العلماء والتقنيين» إلى أمريكا الشمالية من أوروبا ما بعد الحرب العالمية الثانية. يشير مصدر آخر إلى أن هذا المصطلح استُخدِمَ لأول مرة في المملكة المتحدة لوصف تدفق العلماء والمهندسين الهنود. استُخدٍمَ هذا المصطلح في الأصل للإشارة إلى عمال التكنولوجيا الذين يغادرون دولة ما، ولكن معناه اتسع إلى «مغادرة الأشخاص المتعلمين أو المحترفين من بلد ما، أو قطاع اقتصادي، أو مجال إلى بلد آخر، عادة بحثًا عن أجور أو ظروف معيشية أفضل».
هجرة الأدمغة هي ظاهرة يهاجر فيها عدد كبير من الأشخاص الأكثر تعليمًا (من ناحية الحساب والقراءة والكتابة)، مقارنة بالسكان المتبقين. يعني مصطلح «هجرة الأدمغة»، كما هو مستخدم بشكل متكرر، أن هجرة ذوي المهارات أمر سيء بالنسبة للبلد الأصلي، ويوصي بعض العلماء بعدم استخدام المصطلح لصالح مصطلحات بديلة أكثر حيادية وعلمية.

## التأثيرات
يُشار أحيانًا إلى الآثار الإيجابية لهجرة الأدمغة باسم «اكتساب الأدمغة»، بينما يُشار إلى الآثار السلبية أحيانًا باسم «هجرة الأدمغة». يقول الخبير الاقتصادي ميخائيل كليمنس إنه لم يُثبت أن القيود المفروضة على هجرة ذوي المهارات تقلل من النقص في البلدان الأصلية؛ ويقول خبير التنمية جوستين سانديفور إنه «لا توجد دراسة تظهر أي دليل تجريبي على أن القيود المفروضة على الهجرة ساهمت في التنمية». يصف هاين دي هاس، أستاذ علم الاجتماع بجامعة أمستردام، هجرة الأدمغة باعتبارها «أسطورة»، بينما يرى الفيلسوف السياسي آدم جيمس تيبل أن الحدود الأكثر انفتاحًا تساعد في التنمية الاقتصادية والمؤسسية للبلدان المرسلة للمهاجرين الأفقر، وذلك على عكس دعاة القيود على الهجرة بسبب «هجرة الأدمغة». يقول فريدريك دوكييه، الخبير الاقتصادي في جامعة لوفان، إن هجرة الأدمغة لها تأثير سلبي على معظم البلدان النامية، حتى لو كانت من الممكن أن تكون مفيدة لبعضها. يعتمد ما إذا كان بلد ما يواجه حالة «اكتساب الأدمغة» أو «هجرة الأدمغة» على عوامل مثل تركيبة الهجرة، ومستوى التنمية، والجوانب الديموغرافية بما في ذلك عدد السكان، واللغة والموقع الجغرافي.

### التعليم والابتكار
توصلت الأبحاث إلى أن الهجرة وانخفاض قيود الهجرة لهما آثار إيجابية صافية على تكوين الأدمغة البشرية والابتكار في البلدان المرسلة؛ وهذا يعني أن هناك «اكتساب للأدمغة» بدلًا من «استنزاف للأدمغة» نتيجة للهجرة. وجدت إحدى الدراسات أن البلدان المرسلة تستفيد بشكل غير مباشر على المدى الطويل من هجرة العمال المهرة؛ وذلك لأن هؤلاء العمال المهرة قادرون على الابتكار أكثر في البلدان المتقدمة، وهو ما تستطيع البلدان المرسلة الاستفادة منه كعامل خارجي إيجابي؛ وبالتالي فإن زيادة هجرة العمال المهرة تؤدي إلى زيادة النمو الاقتصادي وتحسين الرفاهية على المدى الطويل. يقول الخبير الاقتصادي ميخائيل كليمنس إنه لم يثبت بأن القيود المفروضة على هجرة ذوي المهارات العالية تقلل من النقص في البلدان الأصلية.
وجدت دراسة أجريت عام 2021 أن فرص الهجرة للممرضات الفلبينيات أدت إلى زيادة صافية في نسبة الأدمغة في الفلبين، مما يتعارض مع أطروحة «هجرة الأدمغة». وجدت دراسة عام 2017 أن فرص الهجرة إلى الولايات المتحدة للهنود ذوي المهارات العالية التي يوفرها برنامج تأشيرة إيتش-وان بي ساهمت بشكل مفاجئ في نمو قطاع تكنولوجيا المعلومات الهندي. شجع ذلك عدد أكبر من الهنود على الالتحاق ببرامج علوم الكمبيوتر من أجل الانتقال إلى الولايات المتحدة؛ ولكن عددًا كبيرًا من هؤلاء الهنود لم ينتقلوا أبدًا إلى الولايات المتحدة (بسبب القيود المفروضة على برنامج تأشيرة إيتش-وان بي)، أو عادوا إلى الهند بعد انتهاء تأشيرة عملهم. توصلت إحدى الدراسات التي أجريت عام 2011 إلى أن الهجرة لها آثار متباينة على الابتكار في البلد المرسل، مما أدى إلى زيادة عدد الابتكارات المهمة ولكن تقليل عدد الابتكارات المتوسطة. وجدت دراسة صدرت عام 2019 أن الهجرة من فيجي أدت إلى زيادة صافية في مخزون المهارات، إذ زاد المواطنون من تحصيلهم التعليمي. وجد تحليل عام 2019 أن هجرة الشباب من إيطاليا أدت إلى انخفاض في الابتكار.

### الديمقراطية وحقوق الإنسان والقيم الليبرالية
تشير الأبحاث أيضًا إلى أن الهجرة والتحويلات المالية والهجرة العكسية يمكن أن يكون لها تأثير إيجابي على المؤسسات السياسية وإرساء الديمقراطية في بلد المنشأ. تظهر الأبحاث أن المخالطة مع المهاجرين تعزز المشاركة السياسية في البلاد، وتظهر الأبحاث أيضًا أن التحويلات المالية يمكن أن تقلل من خطر الحرب الأهلية في بلد المنشأ، وتؤدي الهجرة إلى انخفاض مستويات الإرهاب. ارتبطت عودة المهاجرين من البلدان ذات المعايير الجنسانية الليبرالية بنقل هذه المعايير إلى البلد الأصلي.
توصلت دراسة أجريت عام 2009 إلى أن الأجانب الذين تعلموا في الأنظمة الديمقراطية يعززون الديمقراطية في بلدانهم الأصلية؛ وتوصلت دراسات أخرى إلى أن القادة الذين تلقوا تعليمهم في الغرب هم أكثر عرضة بشكل ملحوظ لتحسين آفاق بلادهم في تطبيق الديمقراطية. وجدت دراسة أجريت عام 2016 أن المهاجرين الصينيين الذين تعرضوا لوسائل الإعلام الغربية الخاضعة للرقابة في الصين أصبحوا أكثر انتقادًا لأداء حكومتهم الأصلية في القضايا التي تغطيها وسائل الإعلام وأقل ثقة في الخطاب الرسمي. وجدت دراسة أجريت عام 2014 أن التحويلات المالية قللت من الفساد في الدول الديمقراطية.
توصلت دراسة أجريت عام 2015 إلى أن هجرة النساء في المناطق الريفية بالصين تقلل من ظاهرة تفضيل الذكور.